# Šilutė
Šilutė anhörenⓘ, deutsch Heydekrug (1785 preußisch-litauisch Szillokarszmo), ist eine Mittelstadt und Sitz der gleichnamigen Rajongemeinde im westlichen Litauen zwischen Klaipėda und der Grenze zur russischen Oblast Kaliningrad. Innerhalb der Rajongemeinde ist die Stadt Zentrum eines deutlich über sie hinaus reichenden Amtsbezirks (seniūnija), hat also nicht den Status eines Stadtamtes (miesto seniūnija). Die Stadt hat etwa 15.000 Einwohner.

## Geographische Lage
Die Ortschaft liegt in der kurischen Landschaft Lamotina, einer wenig industrialisierten Region im Südwesten Litauens, an der Šyša (Sziesze oder Schische), die ab Šilutė schiffbar ist und nach 5,5 km in die Atmata (Atmath) mündet. Letztere fließt dann am Windenburger Eck in das Kurische Haff.

## Geschichte

Heydekrug nordöstlich der Stadt Königsberg i. Pr. und an der Staatsbahnlinie zwischen den Städten Memel und Tilsit auf einer Landkarte von 1908

### Frühe Neuzeit
Der Ort entstand 1511 aus einem „Dorfkrug“, d. h. einer Gaststätte, auf der Heide in der Nähe des historischen Marktplatzes am Hafen, wo bis zum Ende des Zweiten Weltkriegs das Hotel „Germania“ stand.  Heydekrug entwickelte sich zum bedeutendsten Marktflecken zwischen Memel und Tilsit. Krüge waren zunächst einfachste Lokale mit oft nur einer geringen Zahl an Trinkgefäßen. Sie wurden von Deutschen betrieben und fungierten als Umschlagplatz von Waren und Neuigkeiten sowie als Orte, an denen die baltische Landbevölkerung mit der deutschen Sprache und Kultur in Kontakt kam. Der große Marktplatz ist heute noch in weiten Teilen erkennbar.
1709 herrschte ein selten strenger Winter. Noch im Monat Mai konnte man mit Schlitten über die eisbedeckte Ostsee fahren. Die Erde war über 1 m tief eingefroren. Die Wintersaaten waren ausgefroren. Die Folge waren eine große Teuerung und Hungersnot. Der Verzehr von Sägemehl im Brot, Brennnesselsuppe und Baumrinden verursachte schwere Magen- und Darmkrankheiten. Obendrein wurde die Pest aus Litauen eingeschleppt. In Heydekrug überlebte niemand. Friedrich I. und Friedrich Wilhelm I. sorgten für die Rekultivierung der Gegend durch Salzburger Exulanten. Im 18. Jahrhundert war Heydekrug Sitz des  preußischen Königlichen Domänenamts Heydekrug, das zum Memelschen Kreis gehörte und um 1782 ein Vorwerk und 92 Dörfer mit insgesamt 854 Feuerstellen (Haushalten) umfasste.

### 19., 20. und 21. Jahrhundert
Seit 1818 war Heydekrug Sitz des neu gegründeten Landkreises Heydekrug, in dem es keine Stadt gab. Der Kreisort an der russischen Grenze wurde Sitz eines Justizamts (ab 1879 Amtsgericht Heydekrug), eines Landratsamts und eines Hauptzollamts.

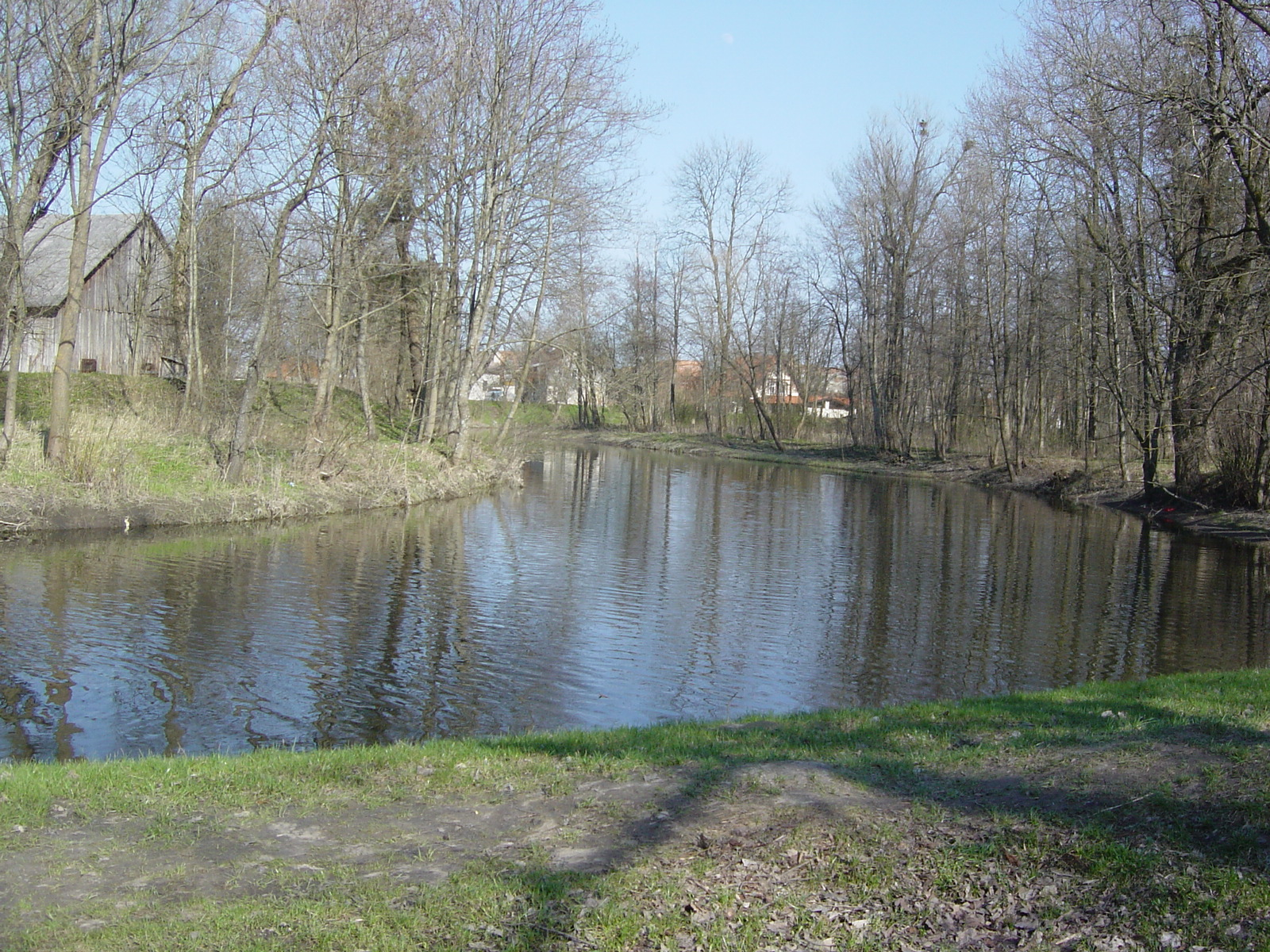
Šyša in Šilutė

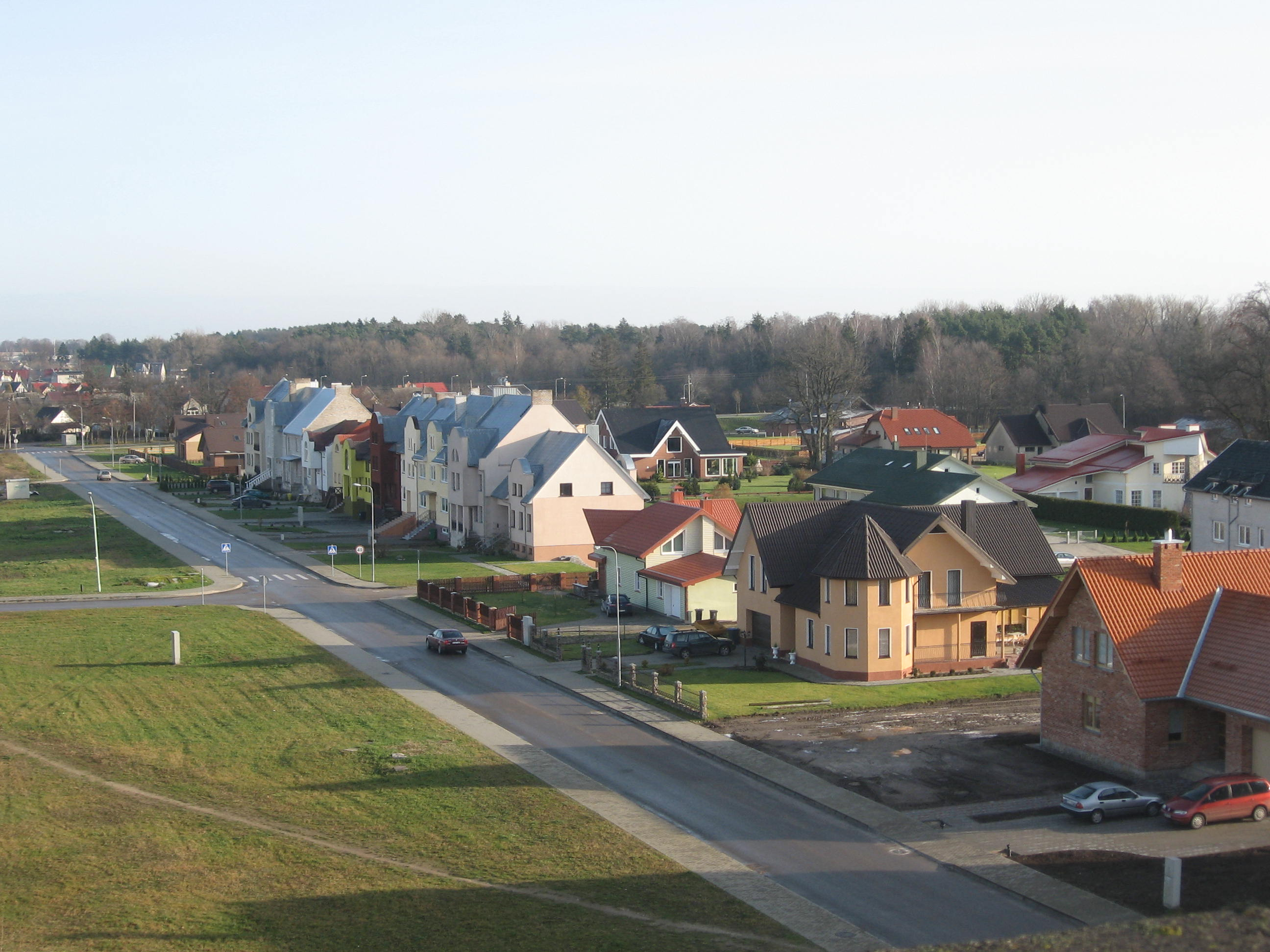
Neue Häuser an der Sziesze

1911 wurden die Nachbargemeinden Barsduhnen, Cyntionischken und Szibben und am 1. Mai 1939 die Gemeinden Schlaszen und Werden sowie der Gutsbezirk Adlig Heydekrug eingemeindet. In der Zeit von 1925 bis 1938 wurde die Gemeinde Kallwellischken auf die Gemeinden Heydekrug, Kirlicken, Pagrienen und Werden aufgeteilt.
Durch den Versailler Vertrag 1920 wurde das Memelland mit Heydekrug von Deutschland abgetrennt und unter französische Verwaltung gestellt. 1923 fiel es an Litauen und am 22. März 1939 wurde es wiederum von Deutschland eingegliedert, siehe Memelland. Heydekrug wurde 1941 zur Stadt erhoben und hatte bis dahin den Status eines Fleckens. 
Mit Ende des Zweiten Weltkrieges 1945 kam Heydekrug mit dem Memelland wieder zum nunmehr der Sowjetunion angeschlossenen Litauen und wurde in Šilutė umbenannt. In der Stadt bestand das Kriegsgefangenenlager 184 für deutsche Kriegsgefangene des Zweiten Weltkriegs. Schwer Erkrankte wurden im Kriegsgefangenenhospital 2652 versorgt.
2011 war die Stadt Kulturhauptstadt Litauens.

### Demographie
| Jahr | Einwohnerzahl | Anmerkungen |
| 1818 | 114           | Marktflecken und Windmühle |
| 1867 | 464           | am 3. Dezember, davon 129 im Gutsbezirk |
| 1871 | 549           | am 1. Dezember, davon 348 im Dorf (303 Evangelische, vier Katholiken, fünf sonstige Christen, 34 Juden) und 201 im Gutsbezirk (172 Evangelische, 28 Katholiken, eine sonstige christliche Person) |
| 1885 | 506           | [ 10 ] |
| 1900 | 510           | [ 11 ] |
| 1910 | 1142          | am 1. Dezember |
| 1925 | 4836          | [ 10 ] |
| 1931 | 4582          | |
| 1938 | 5168          | |
| 1941 | ca. 5400      | [ 14 ] |

| Jahr | Einwohner | Quelle        |
| ---- | --------- | ------------- |
| 1959 | 8.900     |               |
| 1970 | 12.347    | [ 15 ]        |
| 1976 | 15.300    |               |
| 1979 | 16.000    | [ 15 ]        |
| 1989 | 21.179    | [ 15 ] [ 16 ] |
| 2001 | 21.476    | [ 15 ] [ 17 ] |
| 2006 | 21.123    | [ 18 ]        |

| Jahr | Einwohner | Quelle        |
| ---- | --------- | ------------- |
| 2011 | 19.720    | [ 18 ]        |
| 2016 | 16.805    | [ 17 ] [ 19 ] |
| 2017 | 15.902    | [ 19 ]        |
| 2018 | 15.431    | [ 20 ]        |
| 2019 | 15.111    | [ 16 ]        |
| 2020 | 14.968    | [ 16 ]        |

## Religionen

### Christen

#### Evangelisch

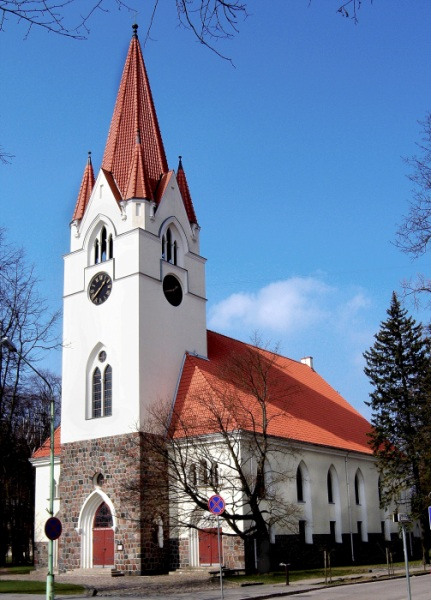
Evangelisch-lutherische Kirche (2010)

Im benachbarten Werden (litauisch: Verdainė) gab es schon im Mittelalter eine Kirche, an der seit 1588 evangelische Pastoren bezeugt sind und zu der Heydekrug bis 1913 gehörte. Mit der Planung des Baus einer Kirche in Heydekrug wurde 1913 begonnen, wegen des Ersten Weltkrieges konnte mit dem Bau erst 1924 begonnen werden. Die evangelisch-lutherische Stadtkirche wurde 1926 fertiggestellt. Die Altarwand trägt ein einzigartiges, achtzig Quadratmeter großes Fresko (von Franz Domscheit) mit 120 überlebensgroß dargestellten Figuren, davon rund 80 Porträts von Persönlichkeiten der Kirchengeschichte, das die Gemeinschaft der Heiligen darstellen soll. In der Mitte über dem Altar knien Adam und Eva vor dem Lamm Gottes, rechts und links schließen sich biblische und historische Personen an, darunter die Reformatoren Martin Luther und Johannes Calvin sowie Paul Gerhardt, Lucas Cranach der Ältere und Albrecht Dürer, Johann Sebastian Bach und Georg Friedrich Händel, August Hermann Francke, Nikolaus Ludwig von Zinzendorf, Friedrich Bodelschwingh, Matthias Claudius, Amalie Sieveking und viele andere. Auch die übrige Kirche ist mit biblischen Gleichnissen und Symbolen ausgemalt. Die gesamte künstlerische Ausgestaltung der Kirchenräume stammt von dem Königsberger Professor Richard Pfeiffer.
Der alte evangelische Friedhof von Heydekrug liegt hinter den Gleisen am Bahnhof und wird in Šilutė auch heute noch am Rande benutzt. Nach 2009 hat man das Gebäude restauriert. Lediglich einige Innenarbeiten standen noch aus, als man am 25. Mai 2013 die Einweihung der renovierten Kapelle vornahm.
Heydekrug war vor 1945 namensgebend und Zentrum für den Kirchenkreis Heydekrug, dem neun Kirchengemeinden zugeordnet waren. Zwischen 1920 und 1939 zum Memelland zugehörig, war er sonst Teil der Kirchenprovinz Ostpreußen der Kirche der Altpreußischen Union.

#### Evangelisch-freikirchlich
Die Kapelle der Baptisten in Heydekrug ist heute nicht mehr vorhanden. Heutzutage gibt es eine baptistische Kirche in der Nähe des Hauptbahnhofes, die in einem Wohnhaus eingerichtet ist.
Die erste Neuapostolische Gemeinde wurde im Jahre 1902 in Werden gegründet. Heutzutage gibt es in der Mitte der Stadt eine Neuapostolische Kirche, die im Jahre 1997 gebaut wurde.

#### Orthodoxe Kirche
Im Jugend- und Erwachsenenbildungszentrum gibt es eine Orthodoxe Kapelle.

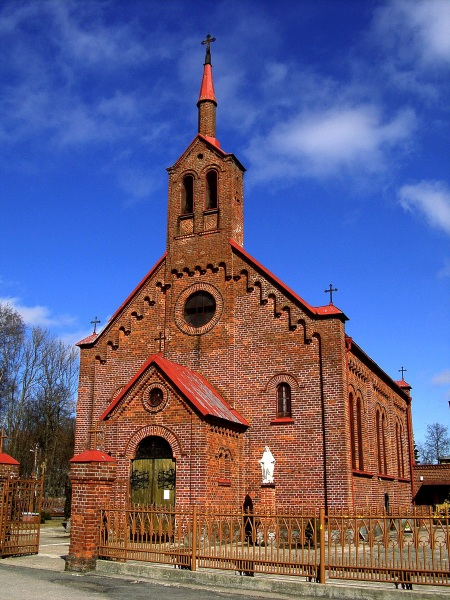
Heilig-Kreuz-Kirche (2012)

#### Katholisch
Im Ortsteil Žibai (dt. Szibben) in der Nähe des Bahnhofs Šilutė befindet sich die im Jahre 1903 errichtete katholische Heilig-Kreuz-Kirche. Es handelt sich um einen neoromanischen Backsteinbau mit neugotischen Elementen, wie beispielsweise der Westturm mit seinem spitzen Helm. 
Šilutė ist heute Sitz und namensgebend für das Dekanat Šilutė, das zum Bistum Telšiai der Römisch-katholischen Kirche in Litauen gehört.

### Juden
Die ersten Juden, die aus Westpreußen stammten, siedelten sich 1819 in Heydekrug an. Ihre Zahl nahm allmählich zu. 1855 betrug die Anzahl der Juden im Kreis Heydekrug 89, davon im Ort Heydekrug 36 Personen und im Dorf Szibben 6. 1844 wurde ein jüdischer Friedhof angelegt und 1869 ein weiterer eingerichtet. 1858 formierte sich in Heydekrug eine eigene jüdische Gemeinde. Als erster Rabbiner war dort Israel Schatz tätig. 1863 wurde eine kleine Synagoge erbaut. Besonders nach 1870 nahm die Zuwanderung von Juden aus nahe gelegenen Orten Litauens zu. Von ihnen wurden viele preußische Staatsbürger. Wer keine Staatsbürgerschaft erworben hatte, wurde 1885 ausgewiesen.
1923, als der Ort unter litauische Verwaltung kam, verließen jüdische Familien den Ort und zogen weiter nach Ostpreußen. Nach dem Anschluss des Memellandes an Deutschland im März 1939 flohen die jüdischen Einwohner in die benachbarten litauischen Kleinstädte, so auch nach Žemaičių Naumiestis. Einigen von ihnen gelang es noch zu emigrieren. Die Synagoge und der jüdische Friedhof wurden im Frühjahr 1939 zerstört. Ende Juni/Anfang Juli 1941 richtete die SS von Heydekrug ein Arbeitslager für männliche Juden ein, die aus den nahe gelegenen litauischen Kleinstädten, vor allem aus Švėkšna, Žemaičių Naumiestis, Vainutas und Kvėderna unter Zwang dorthin gebracht wurden. Die ca. 400 Juden mussten vor allem Straßenbauarbeiten und Arbeiten im Moor verrichten. 1943 wurde das Lager aufgelöst und die restlichen Juden in das KZ Auschwitz deportiert. 1964 gab es zu diesen Verbrechen einen Prozess vor dem Landgericht Aurich, 1965 vor dem Bundesgerichtshof. Die Angeklagten Werner Scheu und Karl Struve erhielten lebenslängliche Freiheitsstrafen.

### Kirchliche Bauten

Baptistenkapelle (1905)
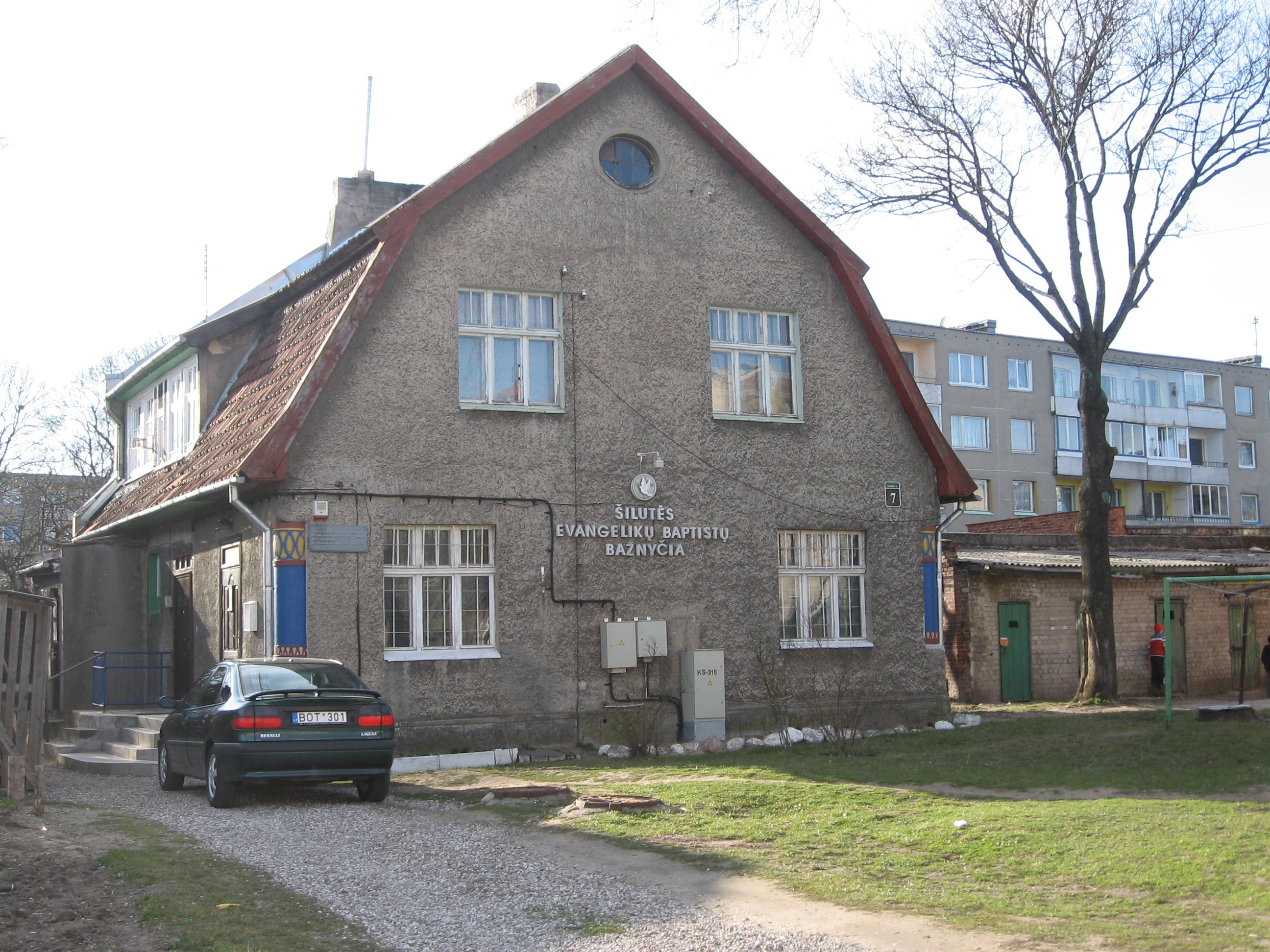
Baptistenhaus (2008)
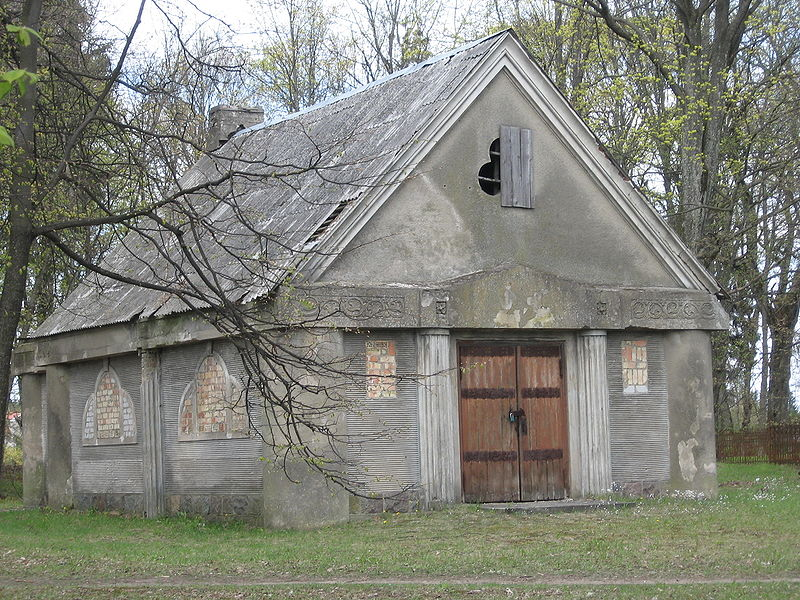
Friedhofskapelle (2009)
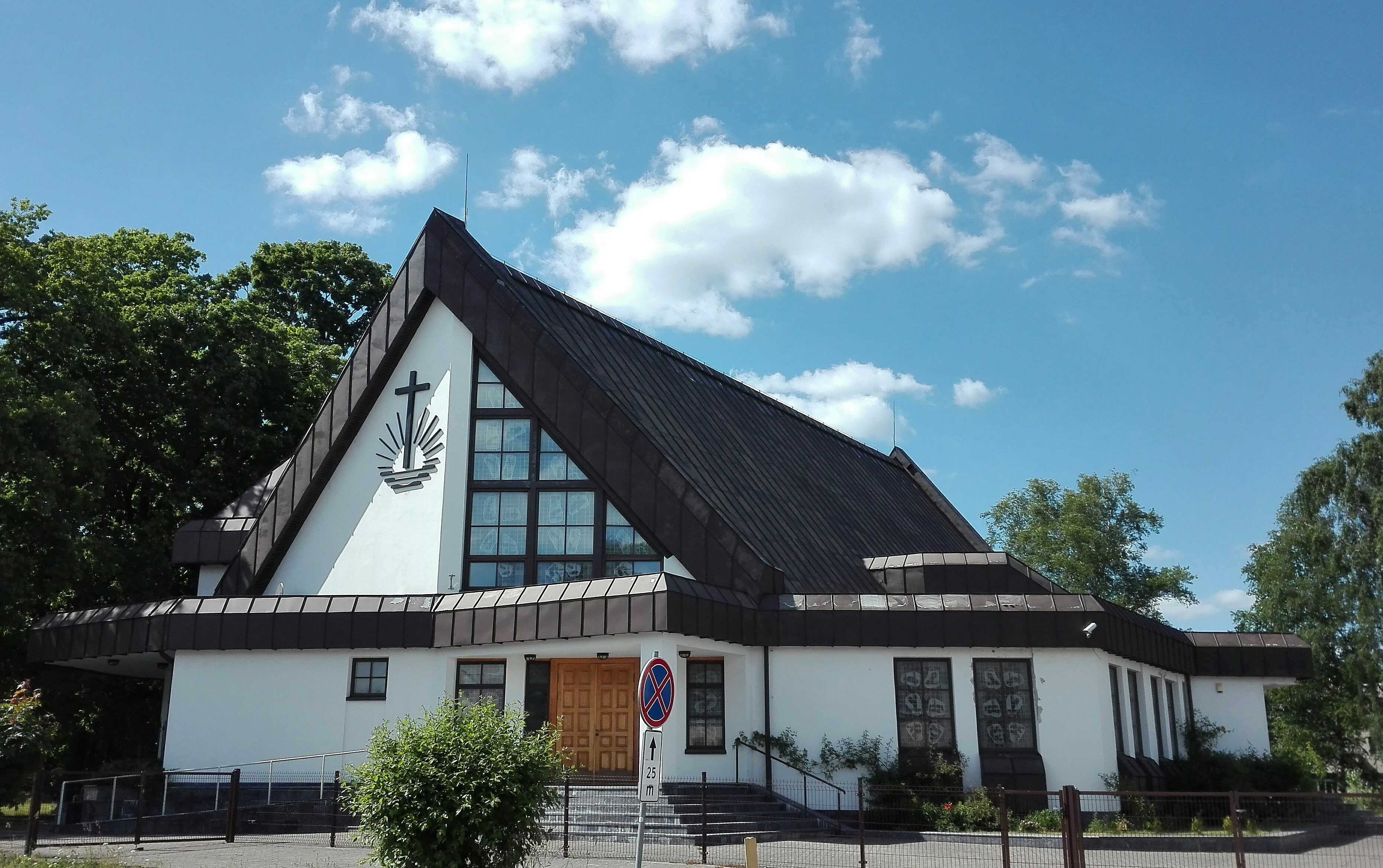
Neuapostolische Kirche

## Verkehr

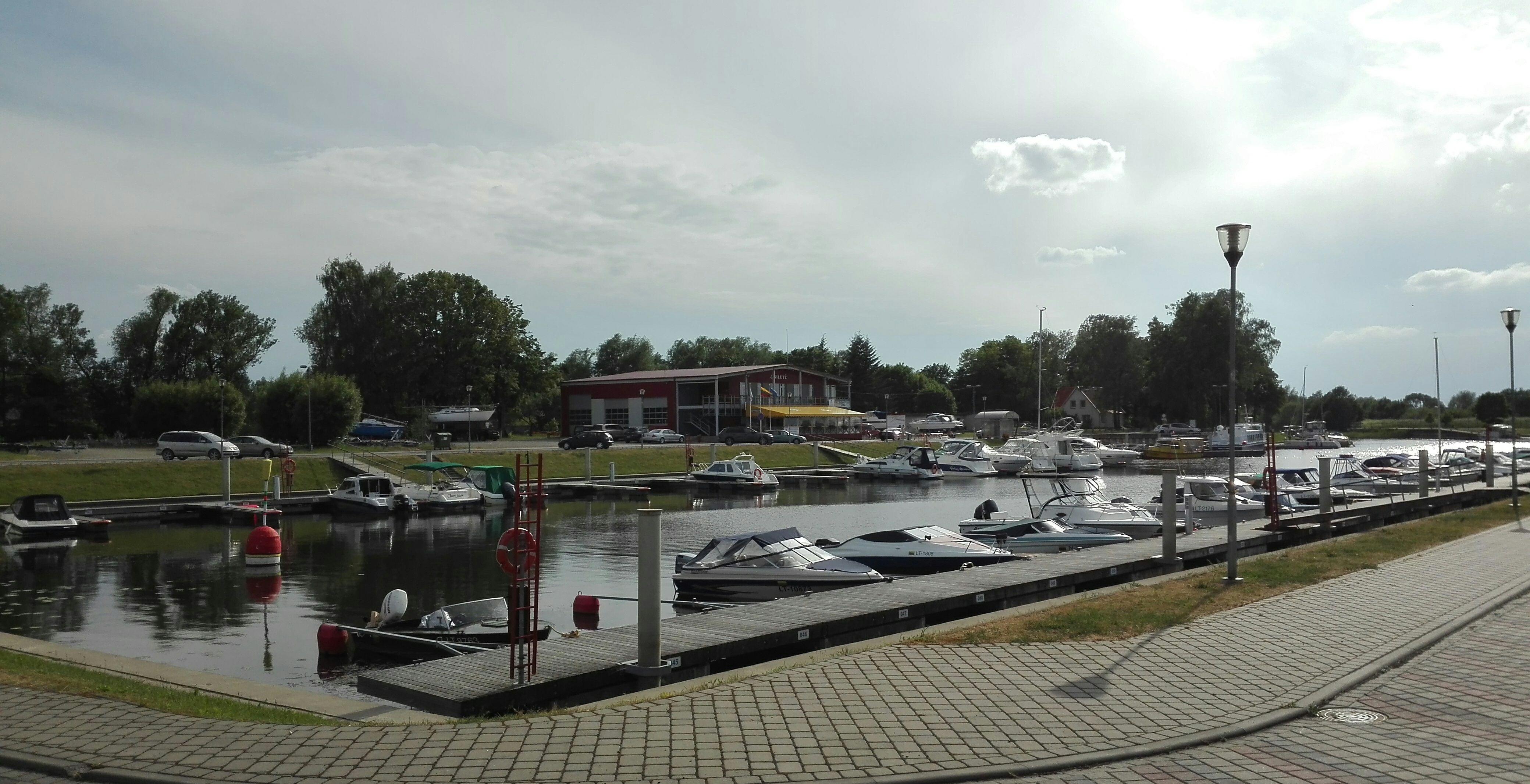
Hafen

Die Stadt hat den Kleinboothafen Šilutė und einen Bahnhof an der Bahnstrecke Sowetsk–Klaipėda.

## Sport
Der Club BC Šilutė wurde 1990 gegründet und spielte von 1993 bis 1999 in der Litauischen Basketball-Liga (LKL), danach in der Nacionalinė krepšinio lyga (NKL).

## Städtepartnerschaften
- Ljungby, Schweden
- Nakskov, Dänemark
- Emmerich am Rhein, Nordrhein-Westfalen, seit 1990
- Ostróda, Polen
- Slawsk, Oblast Kaliningrad

## Söhne und Töchter der Stadt
- Hugo Scheu (litauisch: Hugo Šojus) (1845–1937), Gutsbesitzer in Heydekrug ab 1889, Gründer der Sammlung Scheu, aus der das Museum von Šilutė hervorging,[29][30] und Stifter der Kirche. Er ist auf dem großen Wandgemälde an der Altarwand mit einem Modell der Kirche in der Hand abgebildet.
- Hermann Sudermann (1857–1928), geboren in Matzicken bei Heydekrug, Schriftsteller und Bühnenautor
- Wilhelm Kuhr (1865–1914), Bürgermeister von Pankow
- Curt Epstein (1898–1976), Jurist, NS-Opfer und Landesbeamter
- Rudolf Gopas (1913–1983), Maler
- Katharina Szelinski-Singer (1918–2010), geboren in Neusassen bei Heydekrug, Bildhauerin
- Dietrich von Hein (1925–2007), deutscher Veterinär und Sanitätsoffizier der Bundeswehr
- Cornell Borchers, eigentlich Cornelia Bruch (1925–2014), deutsche Filmschauspielerin
- Erich Berschkeit (1926–2002), deutscher SPD-Politiker
- Herbert K. Schulz (1926–1985), deutscher Puppentrickfilmer
- Clemens Geißler (1931–2023), deutscher Entwicklungsforscher
- Alexandra (1942–1969), geboren als Doris Treitz, Schlager- und Chansonsängerin
- Kazimieras Mizgiris (* 1954), Fotograf und Galerist
- Vilija Targamadzė (* 1958), Politikerin und Seimas-Mitglied
- Remigijus Valiulis (1958–2023), Leichtathlet
- Audrius Endzinas (* 1962), Politiker
- Daiva Žebelienė (* 1968), Politikerin
- Raimondas Rumšas (* 1972), Radrennfahrer
- Mindaugas Timinskas (* 1974), Basketballspieler
- Remigijus Žemaitaitis (* 1982), Politiker und Jurist
- Valdas Benkunskas (* 1984), Politiker
- Evaldas Petrauskas (* 1992), Boxer

## Amtsbezirk Šilutė
Seit 1995 besteht die Šilutės seniūnija, die zur Rajongemeinde Šilutė gehört. Im Amtsbezirk sind neben der Stadt Šilutė 26 Dörfer mit insgesamt 22.875 Einwohnern auf einer Fläche von 170 km² zusammengeschlossen (Stand 2011). Der Amtsbezirk ist seit 2009 in die acht Unterbezirke (lit. Seniūnaitija) Gaidelių seniūnaitija, Grabupių seniūnaitija, Laučių seniūnaitija, Macikų seniūnaitija, Pagrynių seniūnaitija, Šilutės seniūnaitija, Šilutės Naujakurių seniūnaitija und Traksėdžių seniūnaitija eingeteilt. Zum Amtsbezirk gehören:

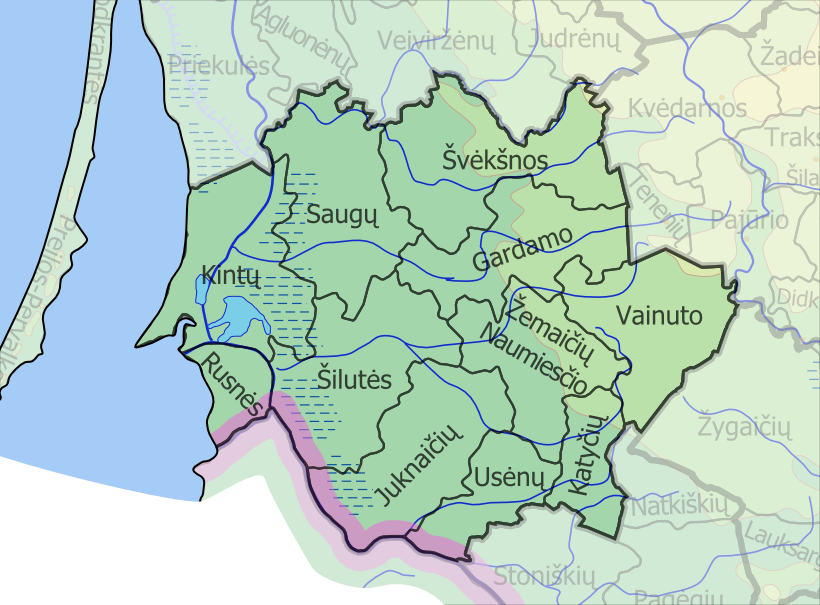
Lage des Amtsbezirks Šilutė im Südwesten der Rajongemeinde Šilutė

| Ortsname      | deutscher Name  | Unterbezirk |
| ------------- | --------------- | ----------- |
| Armalėnai     | Hermannlöhlen   | Macikai     |
| Barzdūnai     | Barsduhnen      | Traksėdžiai |
| Didšiliai     | Didszeln        | Laučiai     |
| Gaideliai     | Gaidellen       | Gaideliai   |
| Gnybalai      | Gnieballen      | Grabupiai   |
| Grabupėliai   | Klein Grabuppen | Grabupiai   |
| Grabupiai     | Groß Grabuppen  | Grabupiai   |
| Jonaičiai     | Jonaten         | Laučiai     |
| Kalininkai    | Kallningken     | Grabupiai   |
| Kirlikai      | Kirlicken       | Gaideliai   |
| Laučiai       | Laudszen        | Laučiai     |
| Macikai       | Matzicken       | Macikai     |
| Mažiai        | Maszen          | Laučiai     |
| Metirkviečiai | Metterqueten    | Laučiai     |
| Pagryniai     | Pagrienen       | Pagryniai   |
| Rupkalviai    | Rupkalwen       | Pagryniai   |
| Sausgalviai   | Sausgallen      | Pagryniai   |
| Šilmeižiai    | Schillmeysen    | Laučiai     |
| Šilutė        | Heydekrug       | Šilutė      |
| Šyša          | Sziesze         | Pagryniai   |
| Šlažai        | Schlaszen       | Pagryniai   |
| Tatamiškiai   | Tattamischken   | Pagryniai   |
| Traksėdžiai   | Trakseden       | Traksėdžiai |
| Užliekniai    | Uszlöknen       | Pagryniai   |
| Verdainė      | Werden          | Macikai     |
| Vileikiai     | Willeiken       | Pagryniai   |
| Žalgiriai     | Bismarck        | Pagryniai   |